# إعادة التوزيع (انتخابات)
إعادة التوزيع (في العديد من دول الكومنولث)، يطلق عليه اسم إعادة ترسيم الدوائر الانتخابية في الولايات المتحدة الأمريكية، هو العملية التي تقوم على تغيير الحدود السياسية. وهو شكل من أشكال ترسيم الحدود يهدف إلى تغيير حدود الدوائر الانتخابية (جماهير الناخبين)، وتكون في الغالب ردًا على نتائج إحصاء السكان الدورية. ويحدث ذلك بمقتضى القانون أو الدستور كل حقبة من الزمن على الأقل في أغلب الأنظمة الديمقراطية التمثيلية باستخدام نظام الفوز للأكثر أصواتًا أو أي نظام انتخابي مشابه لمنع حدوث إساءة توزيع المجالس جغرافيًا.

## أستراليا
في أستراليا، يتم تنفيذ عمليات إعادة التوزيع من خلال مفوضين مستقلين وغير حزبيين في الكومنولث وفي كل ولاية أو منطقة.
وتتطلب الأعمال الانتخابية المتنوعة أن يتساوى السكان التابعين لكل مقعد في المجلس في إطار بعض القيود المحدودة للغاية. ويمكن أن تؤدي العديد من العوامل إلى ضرورة إحداث إعادة توزيع، إلا أن أطول فترة بين عمليتي إعادة توزيع لا يجب أن تتجاوز سبعة أعوام. وتتم إعادة صياغة عملية إعادة التوزيع من خلال موظفي الخدمة المدنية.

## كندا
في كندا، يتم إجراء إعادة التوزيع كل حقبة من الزمان، وتعتمد على إحصاء السكان.

## الهند
توجد في الهند عملية ثابتة لإعادة توزيع المقاطعات التشريعية التابعة لها. حيث يتم اعتماد عمليات إعادة التوزيع من خلال معينيين سياسيين، هم مفوضية الحدود الهندية.

## أيرلندا
تتم انتخابات المجلس الأيرلندي الأدنى والمجالس والسلطات المحلية من خلال أسلوب الصوت الفردي القابل للنقل (STV)، من خلال استخدام الدوائر الانتخابية الجغرافية التي يخرج من كل منها ثلاثة نواب أو أكثر، حيث يكون هذا الرقم متناسبًا مع عدد السكان. ويمكن أن تشتمل مراجعات الحدود على تغيير عدد الدوائر الانتخابية أو إعادة تخصيص نواب تلك المناطق أو تعديل حدود الدوائر الانتخابية. على سبيل المثال، استبدل (تعديل) قانون الانتخابات لعام 2005 دائرة ميث الانتخابية التي كان لها خمسة مقاعد واستخدم مكانها دائرتين انتخابيتين كل منهما لها ثلاثة مقاعد، هما دائرة ميث الشرقية ودائرة ميث الغربية، وكلا هاتين الدائرتين حصلتا على مناطق كانت موجودة من قبل تابعة لدوائر انتخابية أخرى.
ويتم إجراء إعادة التوزيع من خلال البرلمان الأيرلندي الذي يتصرف بناءً على نصيحة من لجنة الدوائر الانتخابية، وهي كيان مستقل تم تأسيسه بموجب قانون الانتخابات لعام 1997. وكانت إعادة التوزيع قبل عام 1977 تتم بدون الحصول على مدخلات مستقلة، وكانت تخضع للمخاوف الحزبية من الحكومة في وقتها.

## اليابان
لا توجد في اليابان أية عملية ثابتة لإعادة توزيع المقاطعات التشريعية التابعة لها. وتكرار عمليات إعادة التوزيع غير منتظم، وهي تنجم عن أحداث غير محددة. ويتم اعتماد عمليات إعادة التوزيع من خلال المجلس التشريعي الوطني.[بحاجة لمصدر]

## نيوزيلندا
توجد في نيوزيلندا عملية ثابتة لتحديد كيفية إعادة توزيع المقاطعات التشريعية التابعة لها. وتحدث عملية إعادة التوزيع في نيوزيلاند كل خمسة أعوام بعد إحصاء السكان.[بحاجة لمصدر]

## الفلبين
في الفلبين، يتم تنفيذ إعادة التوزيع من خلال الكونغرس بعد أن يتم نشر نتائج كل إحصاء سكاني عشري. ومع ذلك، لم يقم الكونغرس مطلقًا بتمرير قانون إعادة توزيع عام، وبدلاً من ذلك، فإنه يقوم بإعادة توزيع المحافظات أو المدن بشكل تدريجي، أو يقوم بإنشاء محافظات أو مدن جديدة لها مقاطعاتها التشريعية. وآخر قانون عام لإعادة التوزيع كان قد صدر من خلال المرسوم الصادر في دستور عام 1987 (دستور البلاد الحالي)، الذي كان يقوم على إحصاء السكان لعام 1980. ويحتاج إنشاء محافظة أو مدينة جديدة اعتماد الشعب من خلال الاستفتاء العام، في حين أن إعادة التوزيع التدريجي لا تحتاج إلى إجراء استفتاء عام.[بحاجة لمصدر]

## المملكة المتحدة
في المملكة المتحدة، هناك أربع لجان للحدود (واحدة لانجلترا وأخرى لاسكتلندا وثالثة لويلز والرابعة لأيرلندا الشمالية)، وهي مسئولة عن مراجعة حدود الدوائر الانتخابية البرلمانية. ولا يكون أعضاء لجان الحدود مسئولين منتخبين ولا موظفين في الخدمة المدنية، ولكنهم يكونون سياسيين معينين.

## الولايات المتحدة
في الولايات المتحدة، يحدث إعادة التوزيع بعد كل إحصاء عشري للسكان. ويتم اعتماد أغلب عمليات إعادة توزيع المقاطعات التشريعية من خلال المجلس التشريعي للولاية. وتتطلب أحكام المحكمة العليا (مثل مبدأ رجل واحد، صوت واحد) أن تضم المقاطعات التشريعية أعدادًا متساوية من السكان.

## وصلات خارجية
- A guide to Boundary Delimitation a series of articles from the ACE Project
- Reapportionment and Redistricting in the U.S. — from the ACE Project
- Boundary Delimitation in the Legal Framework of Elections — from the International IDEA publication International Electoral Standards: Guidelines for reviewing the legal framework of elections
- Redistribution Overview from the Australian Electoral Commission
- U.S. House of Representatives — District apportionment 1790 to 2000